# Iulian-Radu Surugiu
Iulian-Radu Surugiu (n. 10 iulie 1984

) este un deputat român, ales în 2012 din partea Partidului Național Liberal.